# Robert de Nexon
Robert de Gay de Nexon (né à Saché le 30 septembre 1892 et mort à Sceaux le 10 septembre 1967) est un éleveur de chevaux, propriétaire viticole, coureur automobile, président de la Maison Chanel, champion de bridge français et écrivain de bridge, président de fédérations de bridge française, européenne et mondiale.

## Biographie
Robert de Gay de Nexon est le fils d'Auguste de Gay de Nexon (1854-1932) et de Gertrude Ricardo (née britannique). Selon un article de L'Express publié en 2005 la famille de Nexon élevait des chevaux depuis les croisades, toutefois les preuves de noblesse de cette famille ne remontent qu'en 1587. Elle était propriétaire depuis 1868 de Château de Nexon,, vignoble de Ludon-Médoc, qu'elle revendit dans les années 1930. 
Son frère Maurice de Gay de Nexon épouse la tante de Coco Chanel, Adrienne.

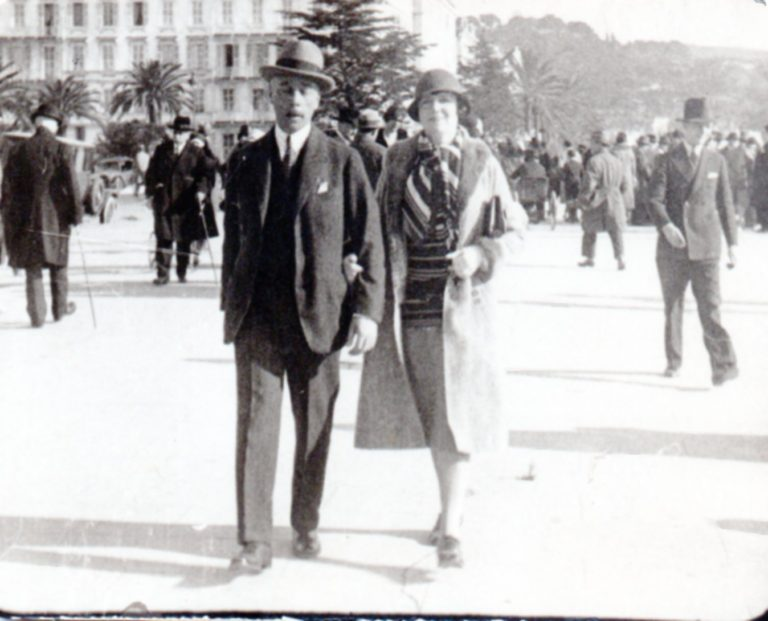
Maurice de Nexon et son épouse Adrienne Chanel

### Carrière militaire
Cavalier émérite, il est élève-officier de Saint-Cyr de 1912 à 1914. Il fait la guerre d'abord dans les hussards, puis dans les chasseurs alpins, où il est nommé capitaine le 6 juillet 1917. Il passe dans la réserve en 1920, et sera promu commandant en 1937 et affecté à la ligne Maginot en 1939, fait prisonnier en juin 1940 et envoyé à Oflag X-B.

### Carrière civile
En 1920, il entre à Esso Standard dans la vente d'essence et de pétrole, où il devient rapidement sous-directeur pour la France. Il est recruté en 1932 par Pierre Wertheimer pour présider la société Bourjois. Il deviendra son proche conseiller et ami. Au cours de la guerre, Pierre Wertheimer doit se réfugier aux Etats-Unis, et Nexon, une fois libéré de son Oflag, est nommé président de la société Chanel qui appartient pour 70% à Wertheimer. Après guerre, Wertheimer retrouve ses biens, confirme Nexon à la tête de Chanel, et lui confie également la gestion de son écurie privée.
Toute sa vie, ce héros de la Première Guerre mondiale, soulignera « la droiture des juifs, et celle de Pierre Wertheimer en particulier ».

Robert de Nexon s'éteint à Sceaux le 10 septembre 1967, dans une maison de retraite où il entre en 1964 et dont les frais sont pris en charge par son vieil ami Pierre Wertheimer, puis à sa mort, par son fils Jacques Wertheimer.
Le demi-frère de Robert, Edouard Armand Ferréol de Gay de Nexon, dit Maurice de Nexon, était l'époux d'Adrienne Chanel, l'amie proche et la jeune tante de Coco Chanel.

### Bridge
En 1935, il remporte le Championnat d'Europe par équipes (open), et est également vainqueur de plusieurs championnats de France, dans diverses catégories.
Après guerre, il est capitaine non joueur des équipes de France à des championnats d'Europe (gagnés en 1953 et 1956) et à la Bermuda Bowl gagnée par la France en 1956 avec les 6 joueurs suivants : René Bacherich, Robert Lattès, Pierre Jaïs, Roger Trézel, Pierre Ghestem et Bertrand Romanet.
Il représente la France à de nombreux événements internationaux et écrit de nombreuses publications et livres spécialisés :
- Notre méthode du bridge moderne,
- Le bridge pour tous,
- Le mémento de bridge,
- Souvenirs et secrets (avec son coéquipier Pierre Albarran).

Robert de Nexon est le président de la Fédération Française de Bridge de 1941 à 1965. 
Il cofonde la Fédération Européenne de Bridge, et en est son président de 1950 à 1965.
De 1958 à 1964, il est le premier président de la Fédération mondiale de bridge, élu à l'occasion des championnats d'Europe à Oslo en 1958. Selon José Damiani, « le Baron était idéal pour cette fonction : président de la Fédération européenne, chef d'entreprise et figure charismatique. Il avait aussi la vision ».